# Асафовы Горы

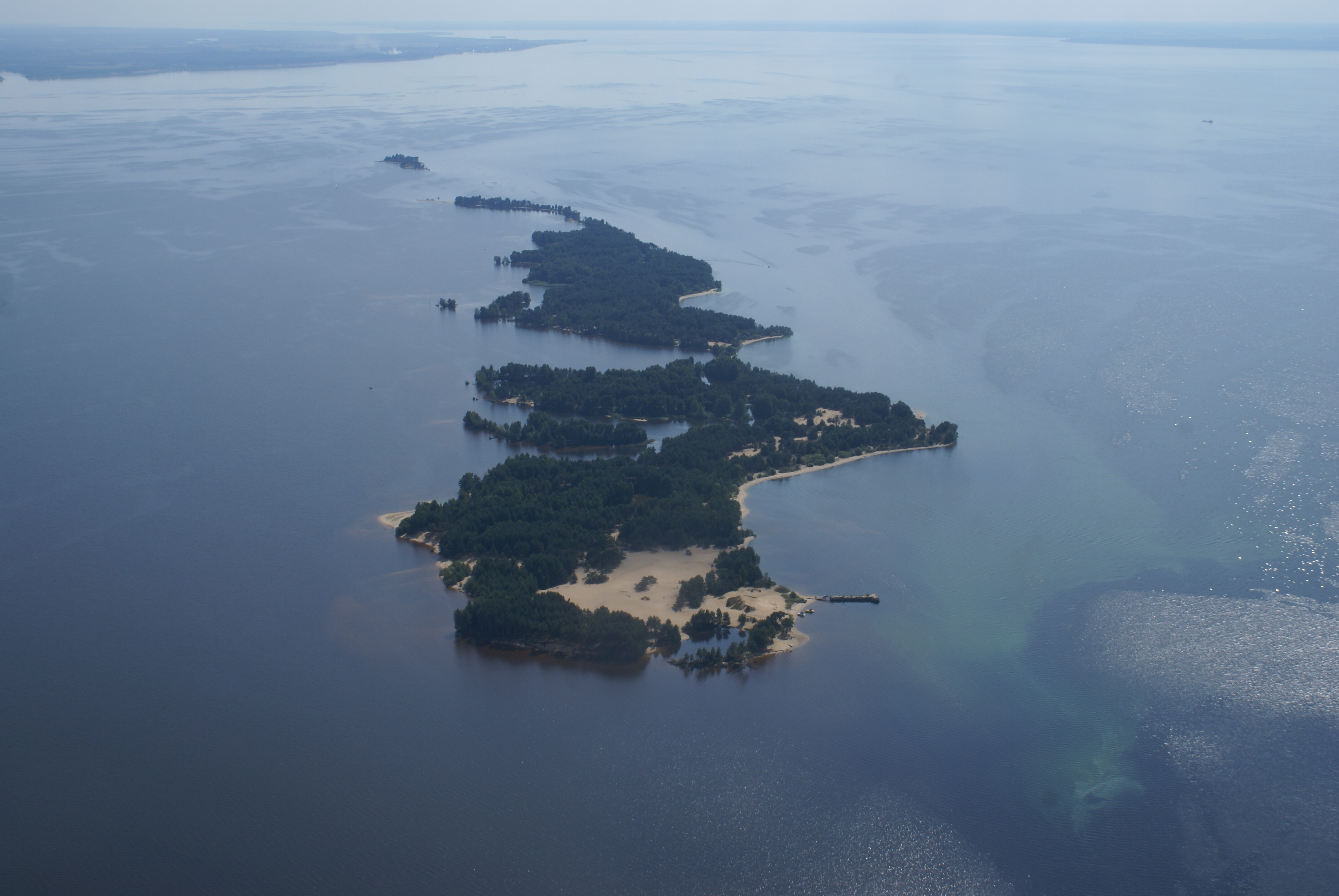
Вид с воздуха

Аса́фовы горы (также Оса́повы горы) — группа островов (архипелаг) в акватории Горьковского водохранилища на Волге, расположенная в 3 км к востоку от города Юрьевец Ивановской области. Острова образовались на месте холмистой возвышенности левого берега Волги после наполнения водохранилища в 1955—1957 годах.
Объект является популярным местом отдыха и туризма. С 2005 по 2022 год часть территории архипелага имела статус особо охраняемой природной территории (ООПТ) местного значения.

## География и природа
Архипелаг представляет собой гряду песчаных островов, вытянутую с севера на юг примерно на 4 км. Он состоит из пяти островов: одного крупного (Асафов), трёх небольших на востоке и одного обрывистого, покрытого лесом, на юге. Ширина гряды колеблется от 30 до 300 метров. Острова являются останцами надпойменной террасы левого берега Волги, сложенными из мелкозернистых кварцевых песков, которые под воздействием ветров образовали многочисленные дюны и холмы. На островах есть несколько небольших озёр.
Острова покрыты преимущественно смешанным и хвойным лесом. Основные древесные породы — сосна, ель, можжевельник, реже встречается лиственница. В травяно-кустарничковом ярусе произрастают толокнянка, вереск, копытень, черника, земляника, изредка голубика, калган, ландыш, папоротник. Флора островов включает 192 вида сосудистых растений, среди которых есть виды, занесённые в Красную книгу Ивановской области (толокнянка обыкновенная и дёрен белый), а также другие редкие для региона растения (различные виды плаунов, ракитник русский, касатик аировидный).
Животный мир представлен различными видами чаек, серыми цаплями и утками, которые гнездятся на островах в большом количестве (до нескольких тысяч особей). В лесах в грибной сезон встречаются белый гриб, подосиновик, подберёзовик, маслёнок, моховик.

## История и происхождение названия
Согласно местной легенде, название гор (а впоследствии и островов) происходит от имени атамана Асафа, чья разбойничья шайка грабила проходящие по Волге купеческие суда со своей стоянки на этих возвышенностях.
До середины XX века в районе Асафовых гор располагался Кривоезерский монастырь, основанный в XVII веке. Обитель и окружающие её пейзажи были запечатлены на картинах художника Исаака Левитана, в частности на полотне «Тихая обитель». Монастырь был закрыт в 1920-е годы и окончательно затоплен при создании Горьковского водохранилища.

## Инвестиционный проект начала 2010-х годов
В 2011—2013 годах правительством Ивановской области была предпринята попытка реализации инвестиционного проекта по созданию на Асафовых горах туристической инфраструктуры. Проект предусматривал обустройство причала, зон отдыха и обеспечение островов электроснабжением.
Ключевым элементом проекта была аренда лесных участков на островах. В ноябре 2011 года Комитет Ивановской области по лесному хозяйству заключил договор аренды участков общей площадью 80,4 га с ЗАО «ТСУГА» на 49 лет для «строительства и эксплуатации гидротехнических сооружений». В дальнейшем предполагалась передача прав на развитие туристической инфраструктуры Ивановскому государственному фонду поддержки малого предпринимательства. В декабре 2012 года правление фонда, действуя в рамках реализации проекта, одобрило заключение договора с «ТСУГА» и перечисление денежных средств в размере 1,03 млн рублей.
Проект и его финансовые схемы стали предметом общественного обсуждения и критики, в частности, в публикациях региональных блогеров, где высказывались предположения о непрозрачности сделок. В начале 2013 года состоялся ряд совещаний, по итогам которых было принято решение о расторжении договора аренды с «ТСУГА» и проведении нового конкурса. В итоге масштабный проект по созданию туристического кластера на островах не был реализован.

## Статус и экологические проблемы
Асафовы горы являются популярным местом для пляжного отдыха, рыбалки и водного спорта, что создаёт значительную антропогенную нагрузку. Среди основных проблем — большое количество бытового мусора, оставляемого туристами, и вытаптывание растительного покрова. Согласно «Схеме территориального планирования Юрьевецкого муниципального района» 2009 года, состояние территории островов оценивалось как критическое, и указывалась необходимость разработки режима особой охраны.
30 июня 2005 года решением Юрьевецкого районного Совета островам общей площадью 65 гектаров был присвоен статус ООПТ местного значения. Впоследствии, 30 января 2017 года, статус был подтверждён для части островов общей площадью 80,8 га. Режим охраны, уточнённый в 2021 году, запрещал на территории ООПТ капитальное строительство, разведение костров вне специально отведённых мест, все виды рубок (кроме санитарных), а также охоту и промышленное рыболовство в радиусе 1,5 км. При этом разрешалась научно-исследовательская деятельность, а в рекреационных зонах — возведение временных построек и благоустройство. Посещение территории для физических лиц было бесплатным и не ограничивалось.
29 июля 2022 года решением Совета Юрьевецкого муниципального района № 153 статус особо охраняемой природной территории с островов был снят.